# Juliusz Burgin

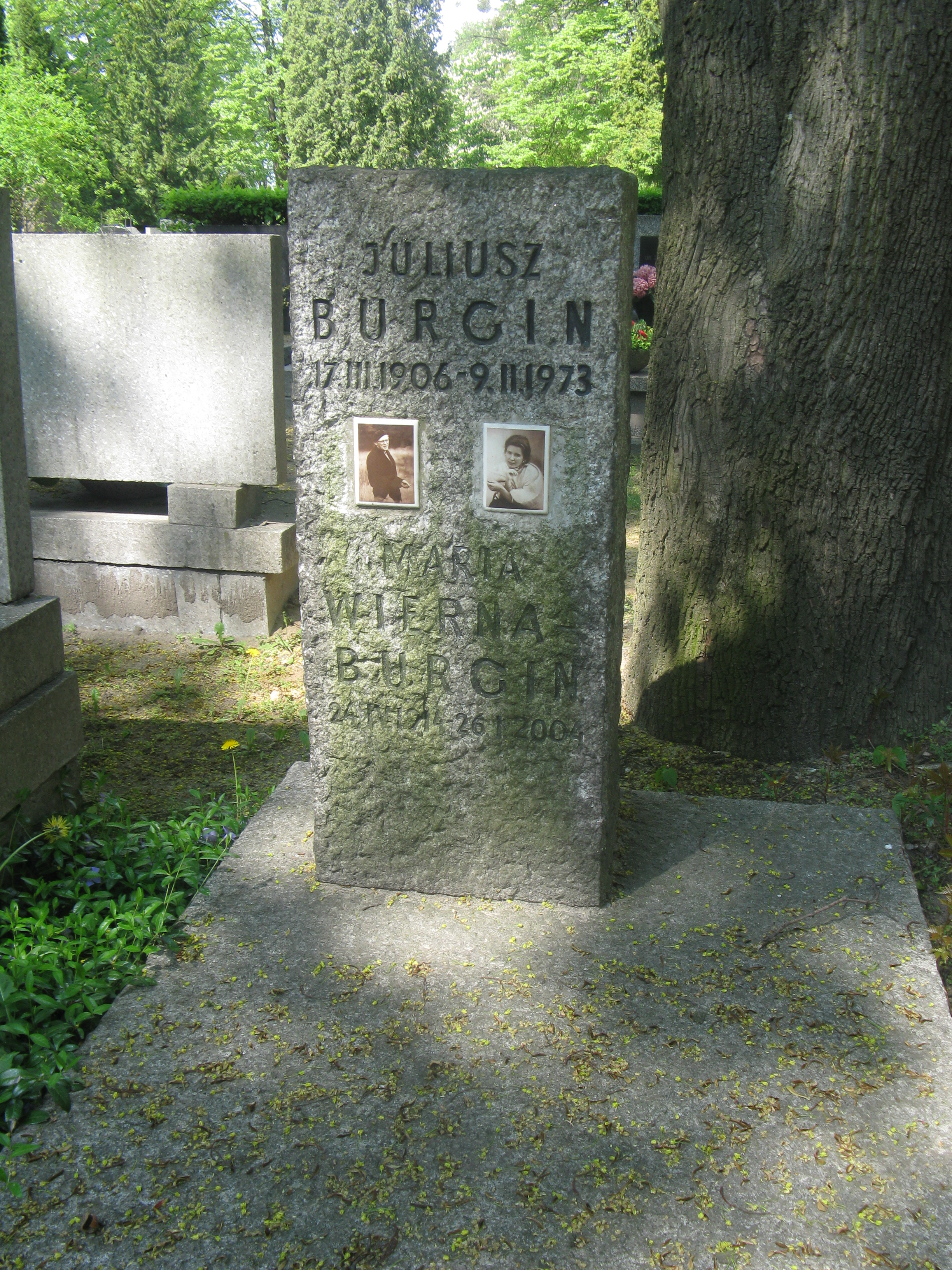
Nagrobek Juliusza Burgina i Marii Wiernej na Cmentarzu Wojskowym na Powązkach

Juliusz Burgin (ur. 17 marca 1906 w Otwocku, zm. 9 lutego 1973 w Warszawie) – polski ślusarz, działacz komunistyczny, wysoki funkcjonariusz Ministerstwa Bezpieczeństwa Publicznego (m.in. dyrektor gabinetu ministra), pułkownik ludowego Wojska Polskiego, od 1939 współpracownik NKWD i NKGB.

## Życiorys
Syn Mojżesza-Michała, brat Bernarda. Ukończył 6 klas gimnazjum, a 1923–1924 odbywał praktykę ślusarską, po czym podjął studia na Wolnej Wszechnicy Polskiej. Jako kilkunastolatek pomagał bratu w pracy w partii komunistycznej i brał udział w wiecach i demonstracjach. 11 grudnia 1922 został ranny podczas walk ulicznych z działaczami endeckimi. Od 1925 był członkiem Związku Młodzieży Komunistycznej i od 1927 Komunistycznej Partii Polski (KPP). Od listopada 1933 członek Sekretariatu KC KZMP, w 1934 sekretarz KC KZMZU. Pracował w Sekretariacie MOPR. Od lipca 1936 sekretarz Komitetu Okręgowego (KO) KPP w Łodzi, a od września sekretarz KO KPP w Krakowie. Wielokrotnie więziony za działalność antypaństwową w latach: 1926, 1928, 1929–1933, 1935 i 1936–1939.
Po agresji ZSRR na Polskę znalazł się na terenie okupacji sowieckiej. Kolejno: komendant Oddziału Ofensywnego Gwardii Robotniczej w Brześciu; członek Oddziału Specjalnego NKWD w Brześciu-Kobryniu, naczelnik Gospodarstwa Pomocniczego 6 Dywizji Piechoty Armii Czerwonej w Twierdzy Brzeskiej; kierownik działu dziennika „Szlakiem Wolności” w Mińsku. Po ataku Niemiec na ZSRR w 1941 zmobilizowany do Armii Czerwonej. Zastępca odpowiedzialnego redaktora polskich audycji Radia Kościuszko w Moskwie. Funkcjonariusz Kominternu i NKGB. W 1943 skierowany przez NKGB na front południowy „do obozów jeńców i innych prac”. Od czerwca 1943 w 1 Polskiej Dywizji im. T. Kościuszki. Od listopada 1944 był szefem Wydziału Politycznego w 1 Korpusie Pancernym 2 Armii WP. Od czerwca 1945 do czerwca 1947 był naczelnikiem Wydziału II Samodzielnego Ministerstwa Bezpieczeństwa Publicznego. W latach 1947–1948 redaktor naczelny „Głosu Ludu”. W latach 1948–1949 dyrektor Gabinetu Ministra Bezpieczeństwa Publicznego, od 1949 do 1950 szef I Inspektoratu Ministerstwa Obrony Narodowej.
Od lutego 1950 do lipca 1951 był pierwszym ambasadorem PRL w Chińskiej Republice Ludowej, a od września 1950 był ambasadorem w Koreańskiej Republice Ludowo-Demokratycznej. W latach 1951–1957 był wiceministrem transportu drogowego i lotniczego. Od 1959 do 1963 prezes Spółdzielni Wydawniczej „Książka i Wiedza” w Warszawie. W 1958 był współzałożycielem i sekretarzem generalnym Towarzystwa Przyjaźni Polsko-Chińskiej i członkiem prezydium Stowarzyszenia Ateistów i Wolnomyślicieli.
Zmarł w Warszawie. Został pochowany na Cmentarzu Wojskowym na Powązkach (kwatera B33-6-13).
Jego żoną była Maria Wierna.

## Odznaczenia
- Order Sztandaru Pracy I klasy,
- Krzyż Srebrny Orderu Virtuti Militari,
- Krzyż Grunwaldu III klasy,
- Krzyż Komandorski Orderu Odrodzenia Polski,
- Krzyż Oficerski Orderu Odrodzenia Polski,
- Krzyż Kawalerski Orderu Odrodzenia Polski,
- Złoty Krzyż Zasługi (15 listopada 1946)[4],

oraz medale wojskowe i odznaczenia czechosłowackie i koreańskie.